# Trichopterigia rufinotata
Trichopterigia rufinotata är en fjärilsart som beskrevs av Butler 1889. Trichopterigia rufinotata ingår i släktet Trichopterigia och familjen mätare. Inga underarter finns listade i Catalogue of Life.